# Franny e Zooey
Franny e Zooey (Franny and Zooey) è un romanzo, articolato in due racconti lunghi, dello scrittore statunitense J. D. Salinger, pubblicato per la prima volta nel 1961.
È il primo romanzo dedicato interamente ai Glass, famiglia apparsa per la prima volta nel racconto Un giorno ideale per i pescibanana, nella quale Franny e Zooey sono i due figli minori. Il romanzo si svolge a New York ed è ambientato in pochi giorni: Franny ha una forte crisi spirituale e cerca rifugio nella casa dei genitori, dove si trova alle prese con la madre e il fratello Zooey.

## Trama

### Franny
Franny è il primo racconto lungo del libro. La vicenda si apre con un giovanotto di nome Lane che, insieme a molti altri studenti, aspetta la sua ragazza - Franny - al binario del "dieci-e-cinquantadue". La ragazza era venuta a fare visita a Lane in occasione dell'incontro con lo Yale. Appena arrivata, Franny comincia già a delineare una personalità molto femminile e decisamente pessimista, bisognosa di autostima e di carica. Lane, dopo i "convenevoli", decide di portarla a mangiare in un noto ristorante del centro, Sickler, che era famoso per essere un punto di ritrovo per gli studenti appartenenti alla cosiddetta cerchia degli intellettuali. Qui Salinger intreccia un acceso dibattito tra Lane e Franny, in cui quest'ultima cade in una spirale discendente di pessimismo e il ragazzo, mentre mangia un piatto di lumache (un intelligente sfondo ideato dall'autore per delineare il suo carattere), tenta di salvarla, senza successo, da questa sventura. A un certo punto della conversazione Franny diventa molto pallida, e chiede permesso per andare in bagno. Purtroppo, però, prima di arrivare alla porta, cade svenuta per terra. Dopo un po' si risveglia distesa sul divano dell'ufficio dell'amministrazione, circondata da Lane, il direttore del ristorante e diversi inservienti che avevano contribuito a portarla lì. Qui viene tempestata di domande e proposte, ma lei le declina una per una e chiede di poter stare sola. Tutti i presenti, ad uno ad uno, escono, dopo essersi accertati sulla sua condizione di salute. Il racconto termina con Franny che, rimasta sola, guarda verso il soffitto bianco, persa nel vuoto.

### Zooey
Zooey è il secondo racconto lungo del libro, decisamente più articolato e voluminoso del primo. È incentrato principalmente su due punti: la discussione tra Zooey e la madre Bessie e la discussione tra Zooey e la sorella Franny, già protagonista del primo racconto. Il narratore (in terza persona) è Buddy, il secondogenito della famiglia Glass. Il racconto si pone l'obiettivo di delineare una descrizione di alcuni dei componenti della famiglia Glass, ovvero Zooey, Bessie e Franny. Il racconto si svolge, in termini di tempo, dopo il primo, cioè dopo l'episodio dello svenimento di Franny e il pranzo con Lane da Sickler.

## La famiglia Glass
La famiglia Glass, la geniale famiglia creata da Salinger e considerata una delle più innovative e importanti della letteratura americana del Novecento, è composta da due genitori e sette figli. I genitori avevano nome Les (padre) e Bessie (madre), mentre i figli si chiamavano Seymour (il primogenito), Buddy (il secondogenito e alter ego di Salinger), Walt e Waker (i gemelli), Boo Boo, Franny e Zooey (i due figli più piccoli). Al tempo del romanzo, la famiglia Glass era in questa situazione: il maggiore dei figli Glass, Seymour, era morto da quasi sette anni. Si era suicidato durante una vacanza in Florida con la moglie. Se fosse stato vivo, nel 1955 avrebbe avuto trentotto anni. Il secondo figlio, Buddy, era quello che, nel linguaggio degli annuari scolastici, viene definito "scrittore-quivi-residente" presso un college femminile nella parte settentrionale dello Stato di New York. Viveva solo, in una casetta senza riscaldamento e senza elettricità a circa cinquecento metri da un campo di sci piuttosto frequentato. La terza figlia, Boo Boo, sposata e madre di tre bambini, nel novembre del 1955 era in viaggio in Europa col marito e tutti e tre i figli. In ordine d'età, dopo Boo Boo venivano i gemelli, Walt e Waker. Walt era morto esattamente dieci anni prima, ucciso da una fortuita esplosione mentre era con le truppe d'occupazione in Giappone. Waker, più giovane di lui di circa dodici minuti, era prete cattolico, e nel novembre del 1955 si trovava nell'Ecuador, a chissà quale congresso di Gesuiti.

## Gli altri libri sui Glass
Il libro è diviso in due racconti. Infatti il primo, Franny, viene pubblicato nel 1955 (due anni dopo la pubblicazione di Nove racconti) sul New Yorker Magazine, il secondo, Zooey, nel 1957 sullo stesso giornale. Solo nel 1961 verrà stampata negli Stati Uniti la prima edizione dei due racconti in versione unificata.
Dopo i tre racconti (Un giorno ideale per i pescibanana, Lo zio Wiggily nel Connecticut, Giù al Dinghy) che introducevano i personaggi della famiglia Glass, pur non lasciando trasparire un apparente collegamento tra loro, "Franny e Zooey" la presenta in tutto il suo fascino. La famiglia Glass sarà anche il soggetto del successivo ed ultimo libro dato alle stampe da Salinger: Alzate l'architrave, carpentieri e Seymour. Introduzione. Ancora una volta l'unione di due racconti lunghi: nel primo Buddy racconta la sua esperienza al matrimonio del fratello maggiore, nel secondo parla a ruota libera di Seymour, evidenziandone aspetti caratteriali e fisici, ed episodi della sua vita.